# 문다 전투

문다 전투는 기원전 45년 3월 17일 히스파니아 남부의 문다에서 평원에서 벌어진 카이사르 민중파와 원로원파 간의 전투이다. 로마 공화정 말기 카이사르의 내전의 마지막 전투로 율리우스 카이사르는 이 전투에서 완벽하게 승리함으로써 약 5년간의 내전을 끝내고 로마의 유일한 권력자가 되었다.

## 전투전의 상황
탑수스 전투에서 패한 원로원파는 히스파니아 울테리오르 속주의 총독으로 폼페이우스의 아들인 그나이우스 폼페이우스를 독자적으로 임명하고 카이사르가 파견한 총독을 축출했다. 원래 카이사르의 부하였던 장군 티투스 라비에누스와 또다른 폼페이우스의 아들 섹스투스 폼페이우스, 역시 폼페이우스파였던 아티우스 바루스는 히스파니아에 집결하여 원주민을 포섭해 카이사르에 반기를 들었다. 그들은 13개군단을 편성한 후 코르도바에서 카이사르군과 대치하였고 로마에 있던 카이사르는 이들과 대적하려 신속히 강행군하여 히스파니아로 왔다.

## 전투의 경과
기원전 45년 3월 17일 원로원파 군대는 문다(현재의 스페인 남부)근처의 완만한 언덕에 진을 펼쳤다. 카이사르는 이들을 끌어내려고 하였으나 응하지 않자 전면 공격을 명령했다. 이 날의 전투는 혼전 가운데 상당한 격전을 벌였다. 카이사르는 진형 우측에서 고전하고 있던 자신의 최정예 제10군단을 직접 독려하여 원로원파 군대를 밀어낼 수 있었다. 그나이우스는 자신의 왼쪽 날개가 밀리자 우익에서 왼쪽을 보강하려 했으나 기울어진 전세를 역전시키지 못하고 카이사르의 기병대가 폼페이우스의 우익을 덮치자 전열이 무너졌다.
마우레타니아의 카이사르 동맹 기병대가 뒤로 돌아 폼페이우스의 진영을 공격했고 폼페이우스의 기병을 지휘하던 라비에누스는 이를 저지하러 뒤로 돌아섰다. 그러나 이를 본 폼페이우스의 보병대는 라비에누스가 퇴각하는 것으로 오판하고 혼란에 휩싸여 퇴각했으며 이로써 전투는 카이사르의 승리로 돌아갔다. 폼페이우스군대는 약 30,000명의 전사자를 내었고 라비에누스와 그나이우스도 전사했다. 섹스투스 폼페이우스만 가까스로 도망에 성공했다.

## 결과
이 전투에서 비록 섹스투스 폼페이우스가 도망쳤지만 더 이상 카이사르에 항거할 수 있는 형편은 아니었다. 이로써 카이사르의 내전은 완전히 종결되었다. 카이사르는 로마로 돌아가 개선식을 거행하였고 곧 종신독재관에 취임하고 완전한 일인권력으로 로마를 장악하였다.